# Harry Hoijer
Harry Hoijer (6 de setembro de 1904 – 11 de março de 1976) foi um linguista e antropólogo americano que trabalhou principalmente com a língua e cultura atabascana.
Hoijer documentou a língua dos povos indígenas de Tonkawa, que agora está extinta. Algumas obras de Hoijer compõem o grosso do material sobre esta linguagem.
Hoijer foi aluno de Edward Sapir.
Hoijer contribuiu grandemente para a documentação das línguas atabascanas do Sul e Costa do Pacífico e para a reconstrução do proto-atabascano.
Harry Hoijer reuniu um grande número de valiosas notas de campo em muitas línguas atabascanas, que são inéditos. Infelzimente, algumas das suas notas sobre as linguas Apache Lipano e Tonkawa foram perdidas.
Como uma nota de interesse, foi Hoijer que cunhou o termo "hipótese de Sapir-Whorf".